# De voddenraper van Parijs
De voddenraper van Parijs is een single van het duo Johnny & Mary, bestaande uit Johnny Hoes en Mary Servaes (de Zangeres Zonder Naam). Het lied is geschreven door Johnny Hoes, Jean Kraft en Jaap Koeman en de begeleiding wordt verzorgd door het Telstar Orkest onder leiding van Jean Kraft.
De B-kant Waarom heb je mij niet geschreven? is geschreven door Jaap Valkhoff op een tekst van Hans Ruf jr. en de begeleiding wordt verzorgd door het Telstar Orkest onder leiding van Jaap Valkhoff.

## Tracklist

### 7" Single
Telstar
1. De voddenraper van Parijs
2. Waarom heb jij mij niet geschreven?

## Hitnotering
| De voddenraper van Parijs | De voddenraper van Parijs | De voddenraper van Parijs | De voddenraper van Parijs | De voddenraper van Parijs |
| Hitlijst                  | Datum van binnenkomst     | Week:                     | 1                         | Laatste notering          |
| ------------------------- | ------------------------- | ------------------------- | ------------------------- | ------------------------- |
| Nederlandse Top 40        | 13-02-1965                | Positie:                  | 40                        | 13-02-1965                |